# Интегральный логарифм

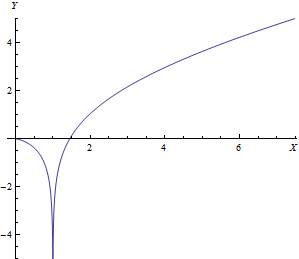
График функции

Интегральный логарифм — специальная функция, определяемая интегралом
{\displaystyle \mathrm {li} \,(x)=\int \limits _{0}^{x}{\frac {dt}{\ln t}}.}
Для устранения сингулярности при {\displaystyle x=1} иногда применяется сдвинутый интегральный логарифм:
{\displaystyle \mathrm {Li} \,(x)=\int \limits _{2}^{x}{\frac {dt}{\ln t}}.}
Эти две функции связаны соотношением:
{\displaystyle \mathrm {li} \,(x)-\mathrm {Li} \,(x)=\mathrm {li} \,(2)\approx 1{,}045~163~780~117~492\ldots }
Интегральный логарифм введён Леонардом Эйлером в 1768 году.
Интегральный логарифм и интегральная показательная функция связаны соотношением:
{\displaystyle \mathrm {li} \,(x)=\mathrm {Ei} \,(\ln x).}
Интегральный логарифм имеет единственный положительный ноль в точке {\displaystyle \mu \approx 1{,}451~369~234~883~381~050~283~968~485~892~027~449~493\ldots } (число Рамануджана — Солднера).

## Разложение в ряд
Из тождества, связывающего {\displaystyle \mathrm {li} \,(x)} и {\displaystyle \mathrm {Ei} (\ln x)} следует ряд:
{\displaystyle \mathrm {li} \,(x)=\mathrm {Ei} \,(\ln x)=\gamma +\ln \ln x+\sum _{n=1}^{\infty }{\frac {(\ln x)^{n}}{n\cdot n!}},}
где {\displaystyle \gamma \approx 0{,}577~215~664~901~532\ldots } — постоянная Эйлера — Маскерони.
Быстрее сходится ряд, выведенный Сринивасой Рамануджаном:
{\displaystyle \mathrm {li} \,(x)=\gamma +\ln \ln x+{\sqrt {x}}\sum _{n=1}^{\infty }{\frac {(-1)^{n-1}(\ln x)^{n}}{2^{n-1}n!}}\sum _{k=0}^{\lfloor (n-1)/2\rfloor }{\frac {1}{2k+1}}.}

## Интегральный логарифм и распределение простых чисел
Интегральный логарифм играет важную роль в исследовании распределения простых чисел. Он представляет собой более точное приближение к числу простых чисел, не превосходящих заданного числа, чем {\displaystyle x/\ln {x}}. При справедливости гипотезы Римана выполняется
{\displaystyle \pi (x)=\mathrm {Li} \,(x)+O({\sqrt {x}}\ln ^{2}(x)).}
Для не слишком больших {\displaystyle x} {\displaystyle \pi (x)<\mathrm {Li} \,(x)}, однако доказано, что при некотором достаточно большом {\displaystyle x} неравенство меняет знак. Это число называется числом Скьюза, в настоящее время известно, что оно заключено где-то между 1019 и 1,3971672·10316 ≈ e727,951336108.